# Phạm Tuân
Phạm Tuân (* 14. Februar 1947 in Quốc Tuấn, Provinz Thái Bình, Demokratische Republik Vietnam) ist ein Ingenieur und ehemaliger Kosmonaut. Er ist der erste und bisher einzige Staatsbürger Vietnams, der im Weltraum war. 
Der aus Südvietnams Hauptstadt Saigon stammende Eugene Trinh flog 1992 mit dem US-amerikanischen Space Shuttle Columbia als Nutzlastspezialist der STS-50-Mission ins All, er war aber bereits 1968 US-Staatsbürger geworden.

## Leben
Phạm Tuân (im Vietnamesischen wird der Familienname vorangestellt) studierte Ingenieurwesen und trat dann den Luftstreitkräften der Nordvietnamesischen Volksarmee bei. Phạm erregte Aufsehen, als ihm am 27. Dezember 1972 mit einer MiG-21 der Abschuss eines US-amerikanischen B-52-Bombers über Hanoi gelang. Für diesen militärischen Erfolg erhielt Phạm den Ho-Chi-Minh-Orden verbunden mit dem Titel „Held der Armee“. Zusätzlich wurde Phạm an die Militärakademie der Luftstreitkräfte „J. A. Gagarin“ im sowjetischen Monino entsandt, wo er 1979 seinen Abschluss erhielt.
Im April 1979 wurde Phạm als Kosmonaut in das Interkosmos-Programm aufgenommen. Bereits im Juli 1980 flog er als Mitglied der siebten Gastmannschaft der Saljut 6 ins All; sein Zubringerraumschiff war die Sojus 37. Dafür erhielt er den sowjetischen Leninorden sowie die Auszeichnung Held der Sowjetunion. Nach seiner Landung am 31. Juli 1980 mit Sojus 36 schied er aus dem Kosmonautenkorps aus.
Der Pilot kehrte nach Vietnam zurück und blieb bei den vietnamesischen Luftstreitkräften. Inzwischen bekleidet Phạm den Rang eines Generalleutnants der vietnamesischen Luftstreitkräfte. Später wurde Phạm Kabinettsminister für die vietnamesische Nationalversammlung und ist zurzeit als einer der stellvertretenden Verteidigungsminister dort Direktor der Generaldirektion der vietnamesischen Verteidigungsindustrie und Leiter der Hauptabteilung für Wirtschaft.
Phạm ist verheiratet und hat ein Kind.